# Telipinu (Gottheit)
Telipinu (auch Telipuna; hatt. Talipinu) ist ein Vegetationsgott der Hethiter, den sie von den Hattiern übernahmen.
Im hattischen Mythos ist er der Sohn des Taru und der Sonnengöttin von Arinna. Als Sohn des Wettergottes kann auch er Donner, Blitz und Regen herbeiführen, die die Felder bewässern und das Korn gedeihen lassen. Sein Symbol ist die Eiche und seine Kultstadt Tawiniya.

## Gefährtinnen
Je nach Kultort werden Telipinu verschiedene Gefährtinnen zugeordnet. In Kašḫa, Ḫanḫana und Zalpa gilt er als Gatte von Ḫatepinu (auch Ḫatepuna oder Ḫalipinu), der Tochter des Meeres. In Kašḫa und Ḫanḫana wird er zudem auch mit der hattischen Göttin Kataḫḫa verbunden. und in Nerik die Göttin Tešimi. Letztere wird andererseits aber auch mit dem Wettergott von Nerik assoziiert. In Zippalanda wurde er zusammen mit Šepuru verehrt.
In Südostanatolien wurde er zusammen mit Maliya verehrt. Sie ist eine Göttin der Gärten und wird mit dem Wachstum, vornehmlich von Wein und Getreide, assoziiert.

## Mythen
Der Mythus vom Verschwinden Telipinus ist in hethitischen Ritualtexten überliefert. Danach zieht sich Telipinu aus Zorn zurück und verschwindet, dadurch sind Feuer, Altäre und Tiere wie gelähmt und Unfruchtbarkeit überzieht das Land. Die Sonnengöttin versammelt die Götter und schickt den Adler aus, um Telipinu zu suchen. Nach erfolgloser Suche begibt sich Telipinus Vater zur Muttergöttin Ḫannaḫanna. Darauf wird der Text des Mythos unterbrochen und Besänftigungsopfer an Telipinu beschrieben mit einigen unklaren Götterepisoden. Der Mythos geht weiter, indem die Muttergöttin eine Biene aussendet, die Telipinu in einem Hain bei der Kultstadt Liḫzina findet. Die Biene sticht Telipinu, der darauf noch mehr erbost, sich aber dann von der Biene besänftigen lässt und zurückkehrt.
Ein zweiter bruchstückhaft überlieferter Mythos berichtet, wie Telipinu die Ḫatepinu, die Tochter des Meeresgottes entführt. Erzürnt lässt dieser die Sonnengöttin verschwinden. Nach vergeblichen Verhandlungen des Wettergottes rät die Muttergöttin, dass dem Meeresgott ein großzügiger Brautpreis entrichtet werden solle. Es kommt zur Versöhnung und die Sonnengöttin kehrt zurück.